# Смрдеш (планина)
Смрдеш је планина у Северној Македонији. То је ниска и пространа планина у источном делу Северне Македоније. Налази се близу града Штипа и Струмице.